# 皮耶罗·巴利亚-班贝尔吉
皮耶罗·巴利亚-班贝尔吉（義大利語：Piero Baglia-Bamberghi，1928年3月12日—），意大利男子曲棍球运动员。他曾代表意大利参加1952年夏季奥林匹克运动会曲棍球比赛，获得第十一名。